# 343 (číslo)
Tři sta čtyřicet tři je přirozené číslo, které následuje po čísle tři sta čtyřicet dva a předchází číslu tři sta čtyřicet čtyři. Římskými číslicemi se zapisuje CCCXLIII a řeckými číslicemi τμγ.

## Matematika
343 je:
- Deficientní číslo
- Nešťastné číslo
- Jediné známé číslo, které se dá vyjádřit jako x2 + x + 1 = y3, kde x a y jsou přirozená čísla (v tomto případě x = 18; y = 7)

## Fyzika
- 343 m/s je rychlost zvuku v suchém vzduchu při teplotě 20 °C

## Astronomie
- (343) Ostara je planetka hlavního pásu, kterou objevil v roce 1892 Max Wolf

## Doprava
- Silnice II/343 je česká silnice II. třídy vedoucí na trase Seč – Horní Bradlo – Trhová Kamenice – Hlinsko – Svratka[1][2]

## Roky
- 343
- 343 př. n. l.